# やじ×きた 元祖・東海道中膝栗毛
『やじ×きた 元祖・東海道中膝栗毛』（やじ×きた がんそ とうかいどうちゅうひざくりげ）は、BSテレ東の「土曜ドラマ9」で2019年4月6日から6月22日まで放送されたテレビドラマである。主演は和田正人と松尾諭のダブル主演。原案は江戸時代の作家・十返舎一九の『東海道中膝栗毛』。

## あらすじ
元役者の喜多八が出入りする大店の主人が危篤状態となり、千載一遇のチャンスを物にする。しかし、そのチャンスを確実なものにするためには使い込んだ15両という大金を返済しなければならないという苦難が待っていた。喜多八は知己の弥次郎兵衛に返済する分の金を工面してくれるように懇願するものの、元絵師の弥次郎兵衛にそんな大金を所持しているはずもない。途方に暮れる喜多八と弥次郎兵衛に長屋の主人が条件付きで15両出すという話を持ちかけてくる。弥次郎兵衛は長年連れ添ってきた女房か相棒の喜多八のどちらかを選択しなければならなくなった。

## キャスト
喜多八
演 - 和田正人
通称は喜多さん。元役者で、女性には滅法弱い。相棒の弥次郎兵衛とともに逃げるように江戸へとやって来た。見た目に寄らず剣術の達人である。
弥次郎兵衛
演 - 松尾諭
通称は弥次さん。元絵師で、喜多八同様、女性には滅法弱い。諸事情により、相棒の喜多八とともに逃げるように江戸へとやって来た。見た目に寄らず武術の達人である。
十返舎一九
演 - 竹中直人
喜多八と弥次郎兵衛の素性に興味を抱き、2人の後をつけるように旅をする。のちに、この2人の旅の様子を「東海道中膝栗毛」として著すことになる。
案内人
演 - 瀧川鯉斗
本作の案内人。各話の冒頭において小噺を披露して、視聴者を「膝栗毛」の世界に誘う。劇中においても語りを担当する。実際の瀧川の本職は瀧川鯉昇一門の噺家。2019年5月には真打に昇進する。
村田屋
演 - 多賀勝一
版元。
大福
演 - 江戸モルモット
十返舎一九のペットであり旅の相棒。

### ゲスト
第1話
おふつ
演 - 安藤玉恵
弥次郎兵衛の妻。
およね
演 - 小柳友貴美

第2話
小夜
演 - 野々すみ花
嵐胡蝶一座の座頭。
幸治郎
演 - 蕨野友也
町の火消しで小夜の幼なじみ。

第3話
お侠
演 - 水崎綾女
花のように美しい娘。旅籠で働きながら生き別れた妹を探している。

第4話
お千代
演 - 宮嶋麻衣
旅籠の女主人。
十吉
演 - 忍成修吾
旅人。喜多八、弥次郎兵衛と意気投合し行動を共にする。

第5話
おさと
演 ‐ 吉田まどか
千次郎
演 ‐ 大八木凱斗
伊賀川新兵衛
演 ‐ 西村匡生
おぬい
演 ‐ 小牧芽美
与次郎兵衛
演 ‐ 伊嵜充則

第6話
お夏
演 - 八木優希
少年（清吉）のふりをする。姫路藩の清姫の身代わり。
おふさ
演 - 川村ゆきえ
女郎。清姫の代わりに輿入れする。
伊能忠敬
演 - 蟷螂襲
門司虎之介
演 - 多々能斉
姫路藩家老
鷹原源内
演 - 喜多村緑郎
姫路藩目付

第7話
お幽
演 ‐ 咲妃みゆ
佐野五郎左
演 ‐ 津田寛治

第8話
田坂志津
演 ‐ 篠原真衣
嘉納兵馬
演 - 喜多村一郎
田坂藤右衛門
演 - 曾我廼家八十吉
おちか
演 - 美都

第9話
おいな
演 ‐ 石崎なつみ
おさえ
演 ‐ 夢野いづみ
吉兵衛
演 ‐ 岡大介
徳三
演 ‐ 龍坐

第10話
おその
演 ‐ 真田麻垂美
茶屋の女主人
おかよ
演 ‐ 藤川心優
おそのの盲目の娘
浩庵
演 ‐ 牧田哲也
医者
乙羽屋吉蔵
演 ‐ 江口直彌
両替屋
雁助
演 ‐ 吉田輝生
吉蔵の手下

第11話
茜
演 ‐ 中村静香
茂平
演 ‐ 堀内正美

最終話
お葉
演 ‐ 柳ゆり菜
小野寺左平次
演 ‐ 谷口高史
おたつ
演 ‐ や乃えいじ
河内屋太郎兵衛
演 ‐ 渋谷天外

## スタッフ
- 原案 - 十返舎一九 『東海道中膝栗毛』
- 脚本 - 池田政之、山﨑哲史、大塚祥平（「祥」の字は「示」偏に「羊」）、佐藤雅俊、ふじもり夏香、松岡翔、伊藤崇、中園勇也、藤井香織
- 監督 - 西片友樹、六車雅宣
- 音楽 - 濱田貴司
- 主題歌 - ドレスコーズ 「Bon Voyage」（EVIL LINE RECORDS）[6]
- 殺陣 - 清家一斗
- 製作協力 - 東映京都撮影所
- プロデューサー - 瀧川治水（BSテレ東）、中川裕規（C.A.L）、森井敦（東映京都撮影所）
- 製作 - BSテレ東、C.A.L

## 放送日程
| 話数   | 放送日  | サブタイトル                         | ラテ欄                                                                | 脚本         | 監督     |
| ------ | ------- | ------------------------------------ | --------------------------------------------------------------------- | ------------ | -------- |
| 第01話 | 4月06日 | 俺は喜多さん、お前は弥次さん（江戸） | 東海道中膝栗毛!! 愛と友情の相棒時代劇 江戸〜伊勢へ旅立ち              | 池田政之     | 西片友樹 |
| 第02話 | 4月13日 | 女役者とだんまり火消し（小田原）     | 小田原宿〜女座頭に燃えた火消し!! 馬になったヤジキタ、恋の争奪戦珍道中 | 山﨑哲史     | 西片友樹 |
| 第03話 | 4月20日 | 関所越え 公儀隠密は誰だ!?（箱根）    | 箱根関所取り!! 博打壺振り女にキタ振り ヤジ下痢柱縛りに隠れ公儀隠密!?  | 大塚祥平     | 六車雅宣 |
| 第04話 | 4月27日 | 宿場まるごと救出大作戦!（三島）      | 三島宿〜天狗面盗賊団に侵略された街!! 女将を守り悪を成敗               | 佐藤雅俊     | 六車雅宣 |
| 第05話 | 5月04日 | ご落胤は弥次さんの甥っ子?（駿府）    | 駿府〜ご落胤は弥次の甥っ子!?                                          | 松岡翔       | 西片友樹 |
| 第06話 | 5月11日 | 星空に消えたお姫さま（大井川）       | “東海道中膝栗毛”大井川〜姫路藩の清姫が消失!! 美少年とろろ汁大捕物帳   | ふじもり夏香 | 六車雅宣 |
| 第07話 | 5月18日 | 恐怖の幽霊旅籠!（浜松）              | “東海道中膝栗毛”怪談・女優霊〜 浜松宿 親の恨み晴らさで…               | 佐藤雅俊     | 西片友樹 |
| 第08話 | 5月25日 | 女狐の仇討（赤坂）                   | “東海道中膝栗毛”女狐の仇討ち!! 赤坂宿隠れ剣豪と対決!! 驚愕化身の正体  | 伊藤崇       | 六車雅宣 |
| 第09話 | 6月01日 | ふたりの十返舎一九（四日市）         | “東海道中膝栗毛”四日市〜エロいご禁制枕絵師撲滅!! 一九の偽物漫才対決   | 中園勇也     | 六車雅宣 |
| 第10話 | 6月08日 | お伊勢さんの奇跡（伊勢）             | “東海道中膝栗毛”伊勢参り達成!! 妾奉公寸前の母子!? 盲目娘が奇跡の開眼  | 藤井香織     | 西片友樹 |
| 第11話 | 6月15日 | 流し目遊女の誘惑（京）               | “東海道中膝栗毛”京〜祇園、業頭巾現る陰陽大事件!! 牛若丸VS鞍馬天狗!?   | 山﨑哲史     | 六車雅宣 |
| 最終話 | 6月22日 | 浪花の富くじ大騒動!（大坂）          | 浪花〜千両当たり札争奪戦!! 金貸し顔役、必殺用心棒                     | 大塚祥平     | 西片友樹 |

| BSテレビ東京 土曜ドラマ9                           | BSテレビ東京 土曜ドラマ9                                  | BSテレビ東京 土曜ドラマ9                |
| 前番組                                             | 番組名                                                    | 次番組                                  |
| -------------------------------------------------- | --------------------------------------------------------- | --------------------------------------- |
| 神酒クリニックで乾杯を （2019年1月12日 - 3月30日） | やじ×きた 元祖・東海道中膝栗毛 （2019年4月6日 - 6月22日） | W県警の悲劇 （2019年7月27日 - 9月21日） |